# Аптос (Калифорнија)
Аптос (енгл. Aptos) насељено је место без административног статуса у америчкој савезној држави Калифорнија.

## Демографија
По попису из 2010. године број становника је 6.220, што је 3.176 (-33,8%) становника мање него 2000. године.
| Група             | 2000.         | 2010.         |
| Белци             | 8.147 (86,7%) | 5.082 (81,7%) |
| Афроамериканци    | 53 (0,6%)     | 58 (0,9%)     |
| Азијати           | 225 (2,4%)    | 247 (4,0%)    |
| Хиспаноамериканци | 655 (7,0%)    | 611 (9,8%)    |
| Укупно            | 9.396         | 6.220         |